# Dalénum

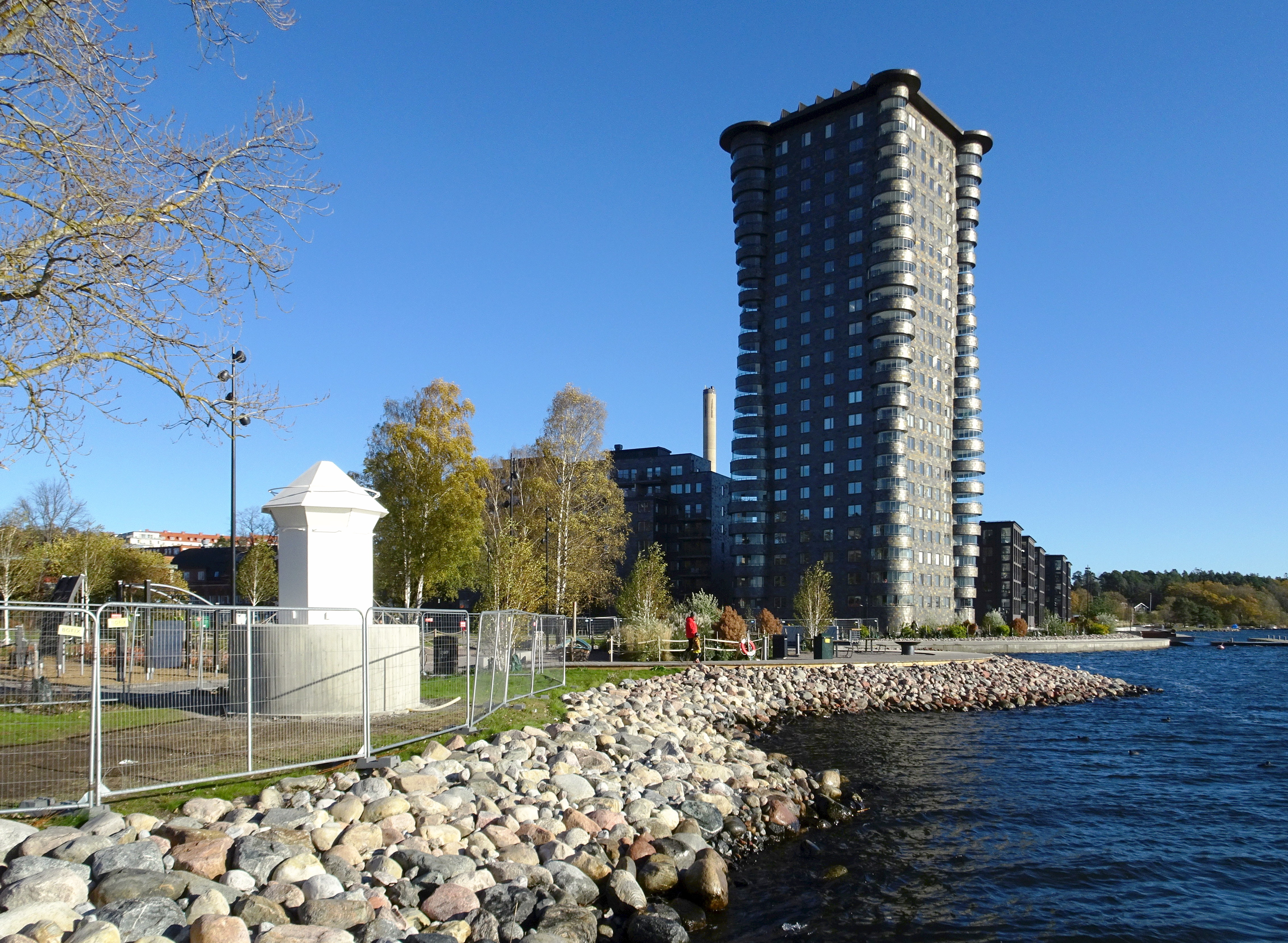
Fyrtornet Dalénum är områdets nya landmärke och med 68 meter över havet Lidingös högsta byggnad, oktober 2021.

Dalénum kallas ett bostads- och kontorsområde i stadsdelen Skärsätra i Lidingö kommun, Stockholms län. Dalénum var tidigare AGA:s fabriks- och kontorslokaler, där uppfinnaren och industrimannen Gustaf Dalén var verksam från 1912 fram till sin död 1937, därav namnet "Dalénum". För närvarande (2021) är Dalénum under omfattande om- och nybyggnad som beräknas vara färdigställd under år 2025.

## Planering

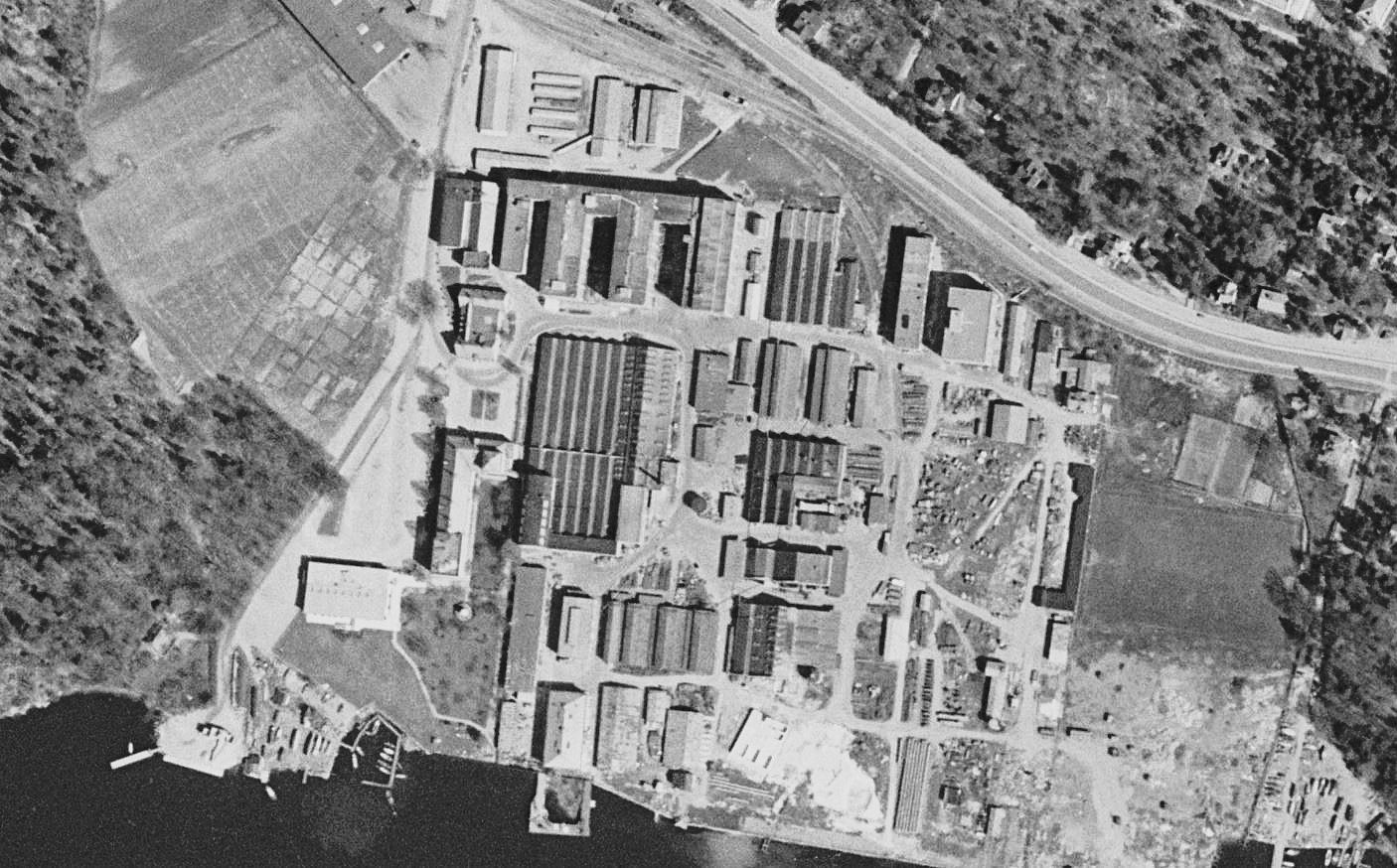
AGA-området, Lidingö, 1960-tal.

En ny detaljplan vann laga kraft i mars 2010. Dess syfte är att möjliggöra ändrad markanvändningen från industri till bostäder, centrumverksamheter, idrott, förskola, skola, äldreboende och park. Enligt planen skall Dalénumområdet i sin helhet utgöra "en varierad miljö kännetecknad av nytänkande, god arkitektur, orienterbarhet, tillgänglighet, säkerhet, aktivitet och hälsa".
Planområdet föreslås innehålla en blandning av bostäder och verksamheter. Möjlighet till centrumverksamheter till exempel butiker, service, kontor och samlingslokaler samt verksamheter som vård och skola/förskola medges i planen. Inom bostadskvarter inryms även bostäder med heldygnsomsorg. Brostugevägen som leder ner till Larsbergs brostuga ändras och placeras i sitt historiska läge utmed en befintlig lindallé. 
Av de ursprungliga industribyggnaderna från Daléns tid finns bevarade bland annat de stora verkstadsblocken, portvaktshuset, ackumulatorverkstaden, syrgasstationen och maskinverkstaden med sitt typiska tandsågade tak. Dessa industrihus började uppföras 1912 och kom därefter att byggas om och till vid flera tillfällen. Vid Brostugevägen ligger AGA:s gamla matsalsbyggnad från 1956, även kallad Sjövillan, som också skall vara kvar och i framtiden bli plats för en restaurang. Samtliga kvarvarande äldre byggnader från AGA-epoken har q-märkning i detaljplanen, vilket innebar att de representerar visst kulturhistoriskt värde och att de inte får rivas. 
Till den befintliga bebyggelsen som inte rivs hör även Lidingö värmeverk vars höga skorsten syns på långt håll. Värmeverket ligger i östra delen av Dalénum-området och togs i drift år 1978. Anläggningen, som ägs av Stockholm Exergi, fungerar som spets- och reservanläggning för Lidingös fjärrvärmenätet.

### Bebyggelsen, före byggstart, 2009

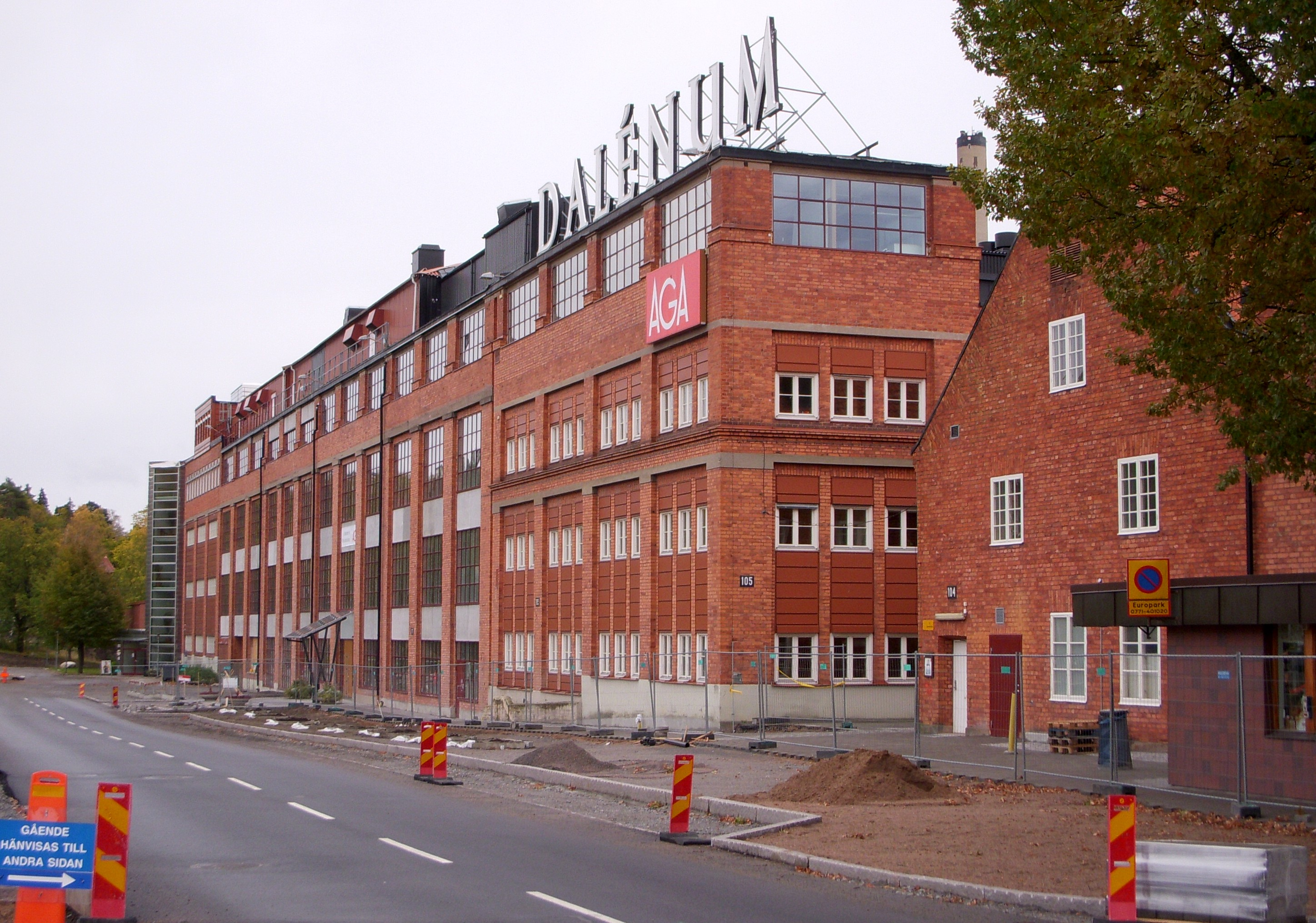
Verkstadsblocken.
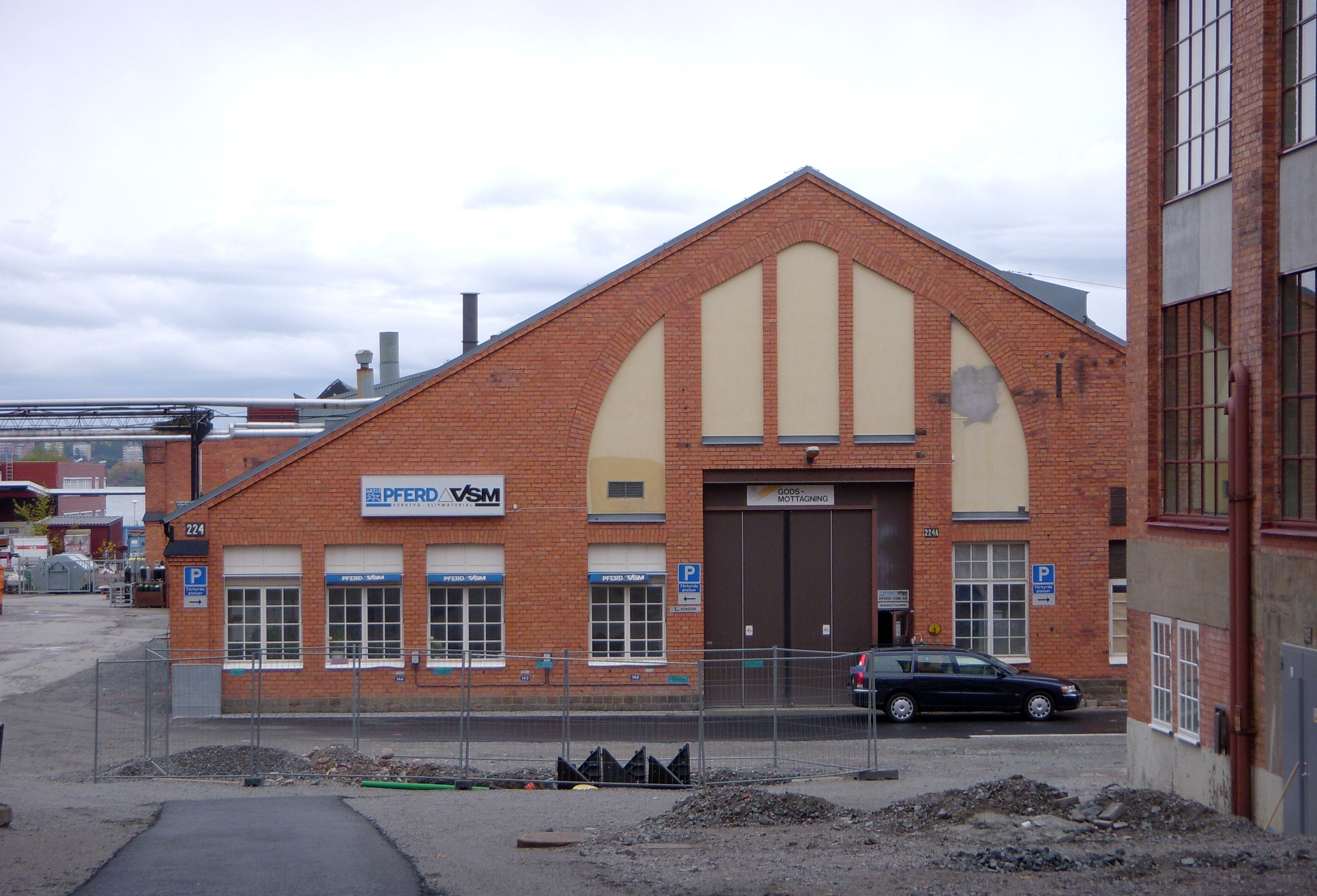
Maskinverkstaden.
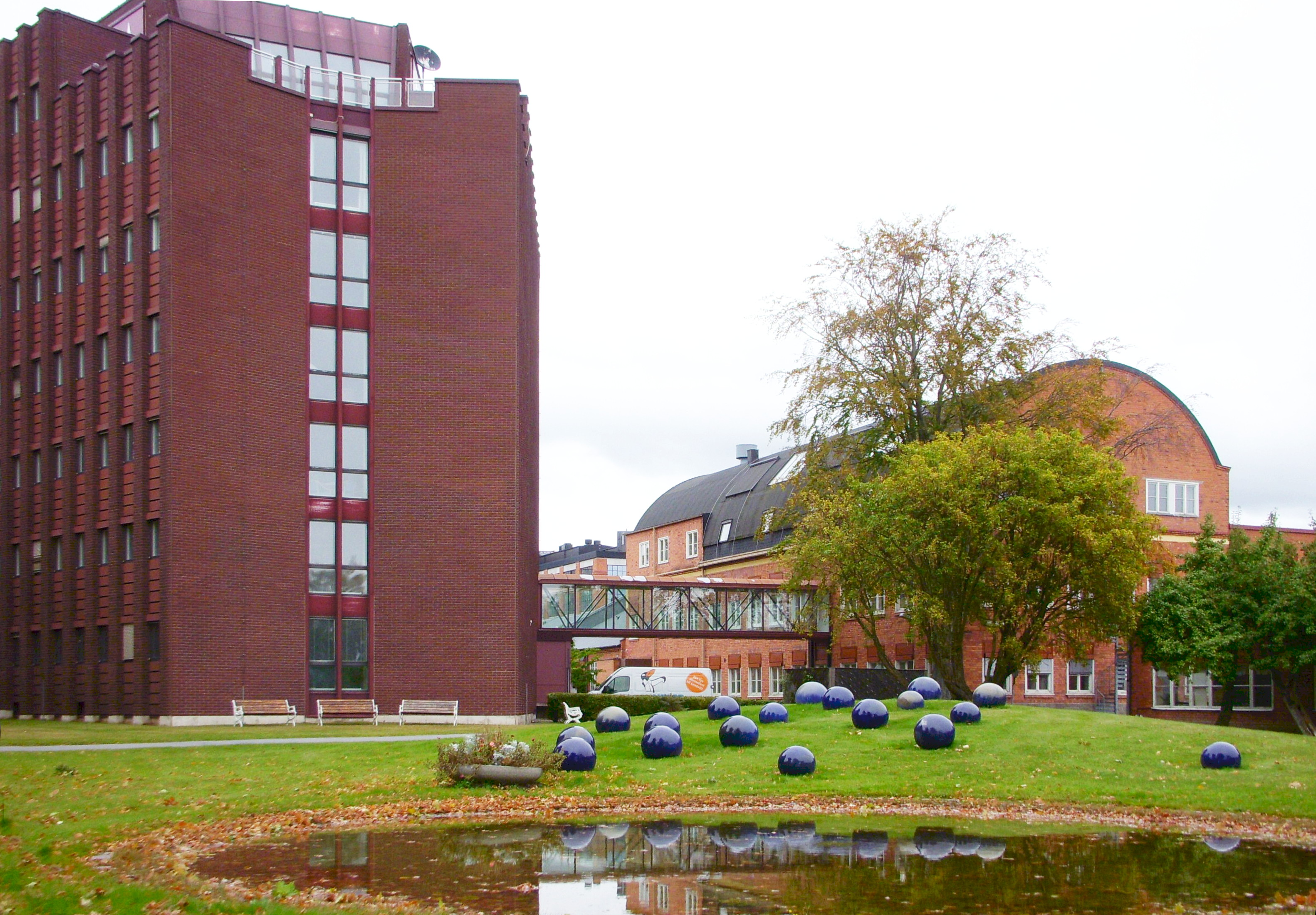
Huvudkontoret (rivet 2016) och Maskinverkstaden.
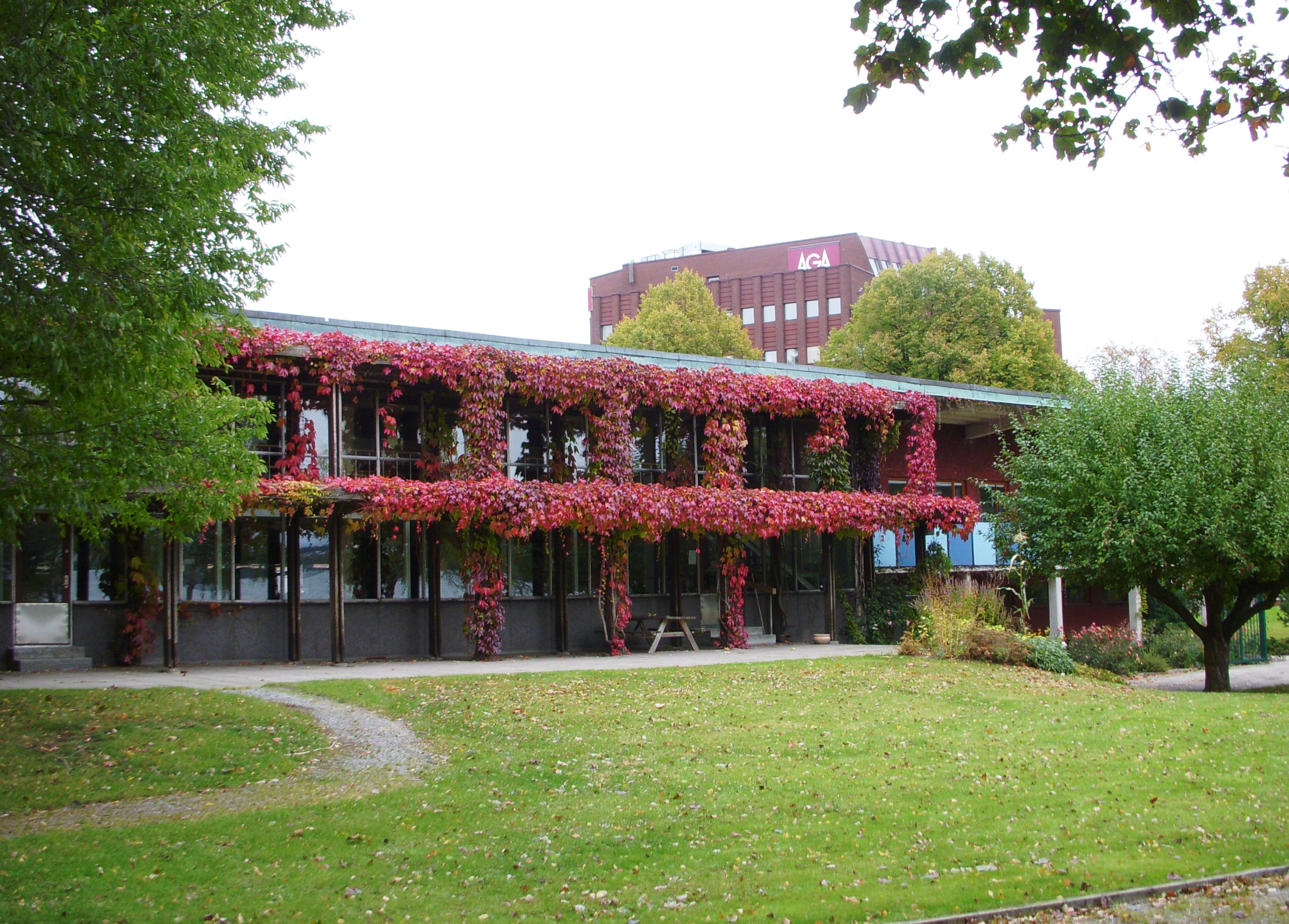
Matsalsbyggnaden ("Sjövillan").

## Bebyggelsen

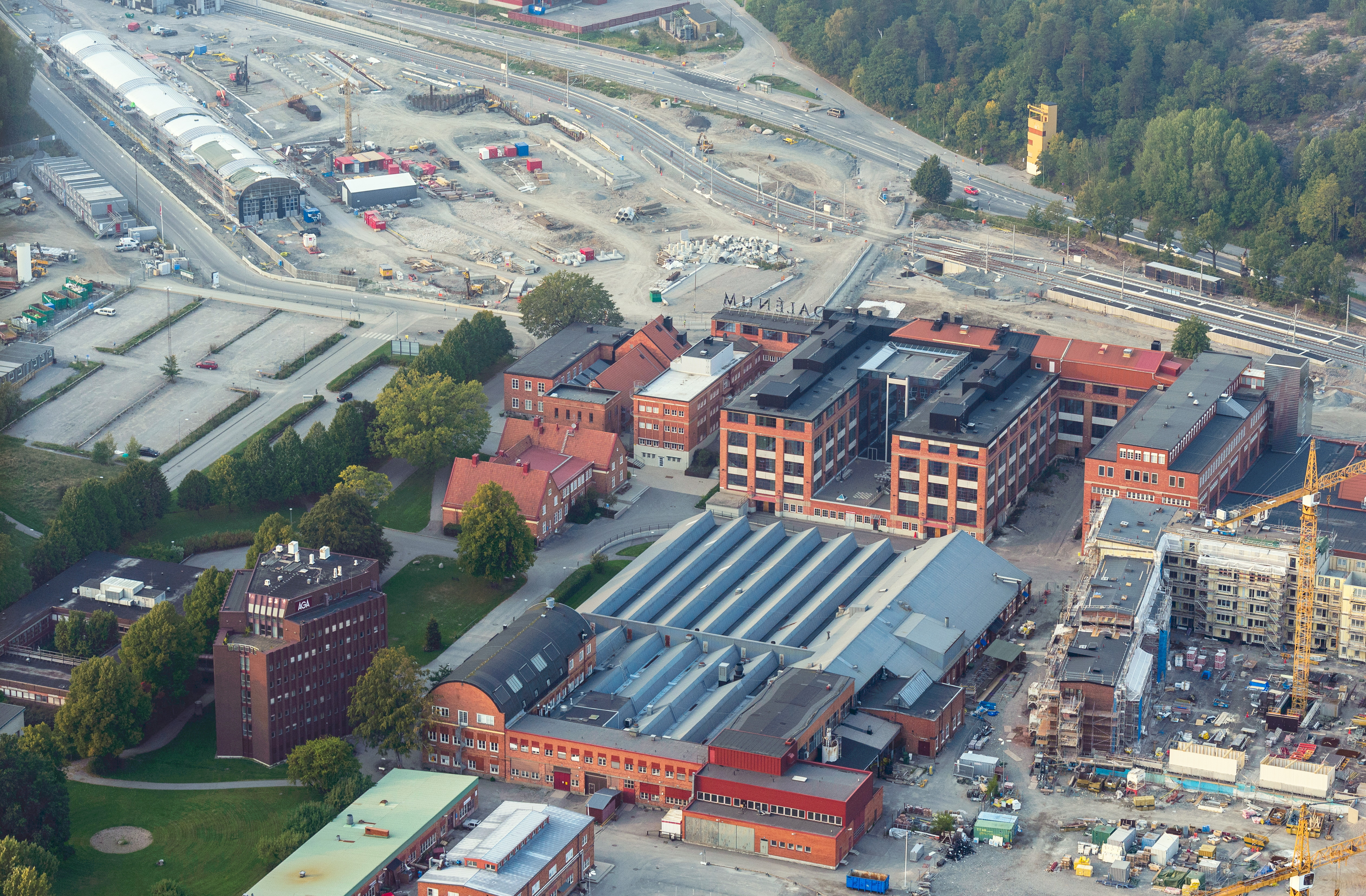
Dalénum i september 2014.

Totalt omfattar nybyggnadsprojektet cirka 1 000 nya bostäder och lokaler för omkring 1 500 arbetsplatser. Byggstarten var planerad till 2009 men första spadtaget i Dalénum togs den 9 december 2010. De första boende flyttade in sommaren år 2012. Området kommer successivt att växa fram under en tioårsperiod och beräknas stå helt färdigt under år 2025. Största exploatör är JM.
Dalénum är uppdelat i tre områden:
- Strandparken: ligger närmast Lilla Värtan med friliggande punkthusbebyggelse, ”hus i park”, som karaktäriseras av luftighet och planterade gårdar. Närmast stranden uppförde JM 2020 ett höghus kallat Fyrtornet Dalénum som med sina 22 våningar är Lidingös högsta hus och utgör områdets nya landmärke ritat av Wingårdh arkitektkontor.[5]

- Verkstadsblocken: ligger i områdets norra del och innehåller karaktäristisk bebyggelse från industriepoken. Tillkommande byggnader får ett arkitektoniskt uttryck som svarar mot industribebyggelsens kraftfulla tegelarkitektur som skapades av bland andra Alf Landén, Erik Hahr och Theodor Anton Bergen. I Verkstadsblocket samlas huvudsakligen kontorslokaler. AGA har inga kontorslokaler kvar, företagets huvudkontor flyttade 2019 till kontorskomplexet Solna United i Solna.[6]

- Uppfinnaren: ligger i väster, längs den nya dragningen av Brostugevägen. Här föreslår detaljplanen ett idrotts- och skolområde samt en lägre lamellhusbebyggelse. En ny idrottshall kommer att få ett centralt läge vid infarten till Dalénumområdet.

Till Dalénumområdet räknas även:
- Agadepån
- AGA, hållplats
- AGA:s optiktorn
- Larsbergs brostuga

### Panorama

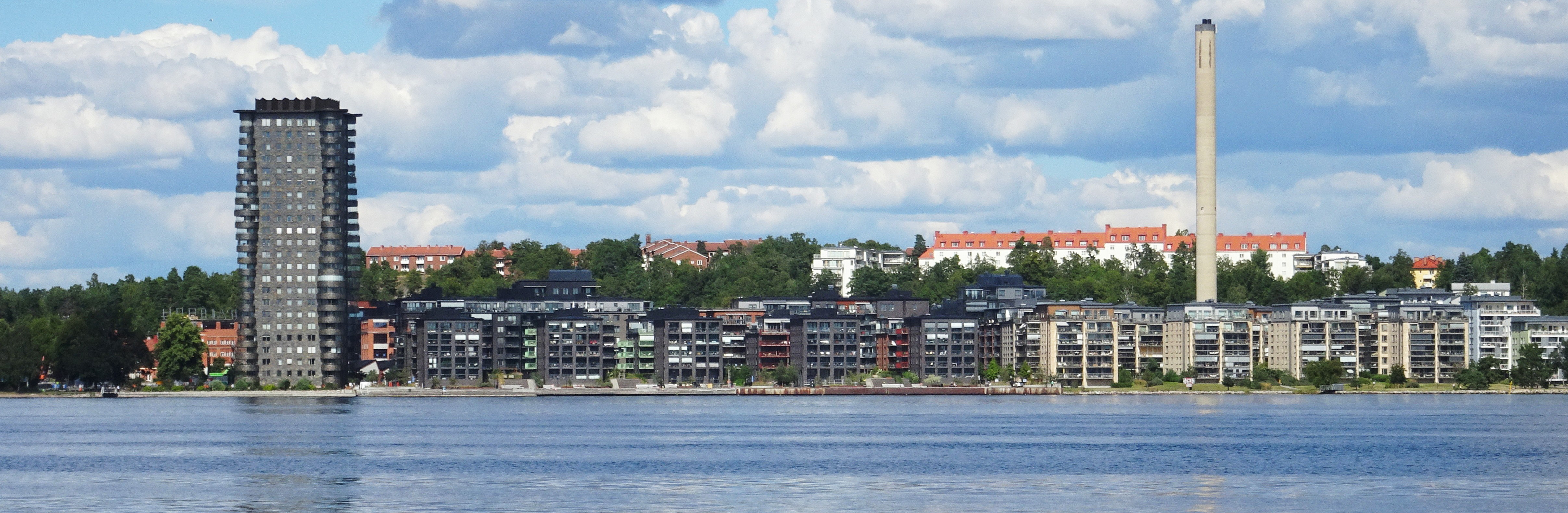
Panorama över Dalénum från Djurgården. Till vänster nya höghuset Fyrtornet Dalénum från 2020, till höger syns den 100 m höga skorstenen tillhörande Lidingö värmeverk, 2022.

### Kommunikationer, kvarter och vägar
Området trafikförsörjs genom Lidingöbanan med stationen Aga, Larsbergs brygga för pendelbåtslinjen Sjövägen samt två busslinjer. Kvartersnamnen som AGA, Uppfinnaren, Solventilen, Agaspisen och Geodimetern påminner om den tidigare industriverksamheten. Även gatunamnen inspirerades av AGA:s verksamhet, bland dem Agavägen (som är huvudstråket), Optikvägen, Radiovägen, Prismavägen och Ackumulatorvägen.

### Nya bebyggelsen

Industridelen efter ombyggnad till kontor
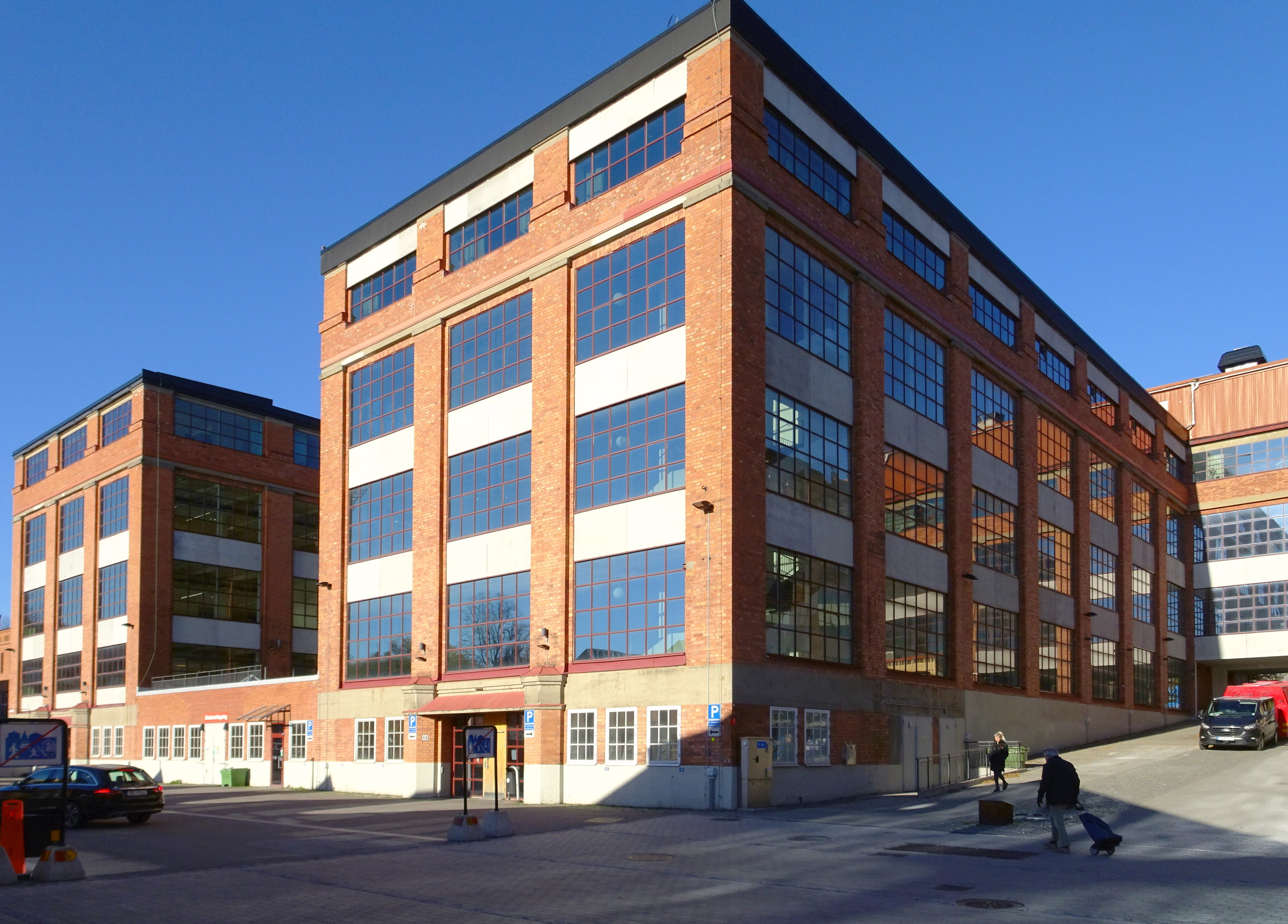
Ackumulatorvägen 11-13.
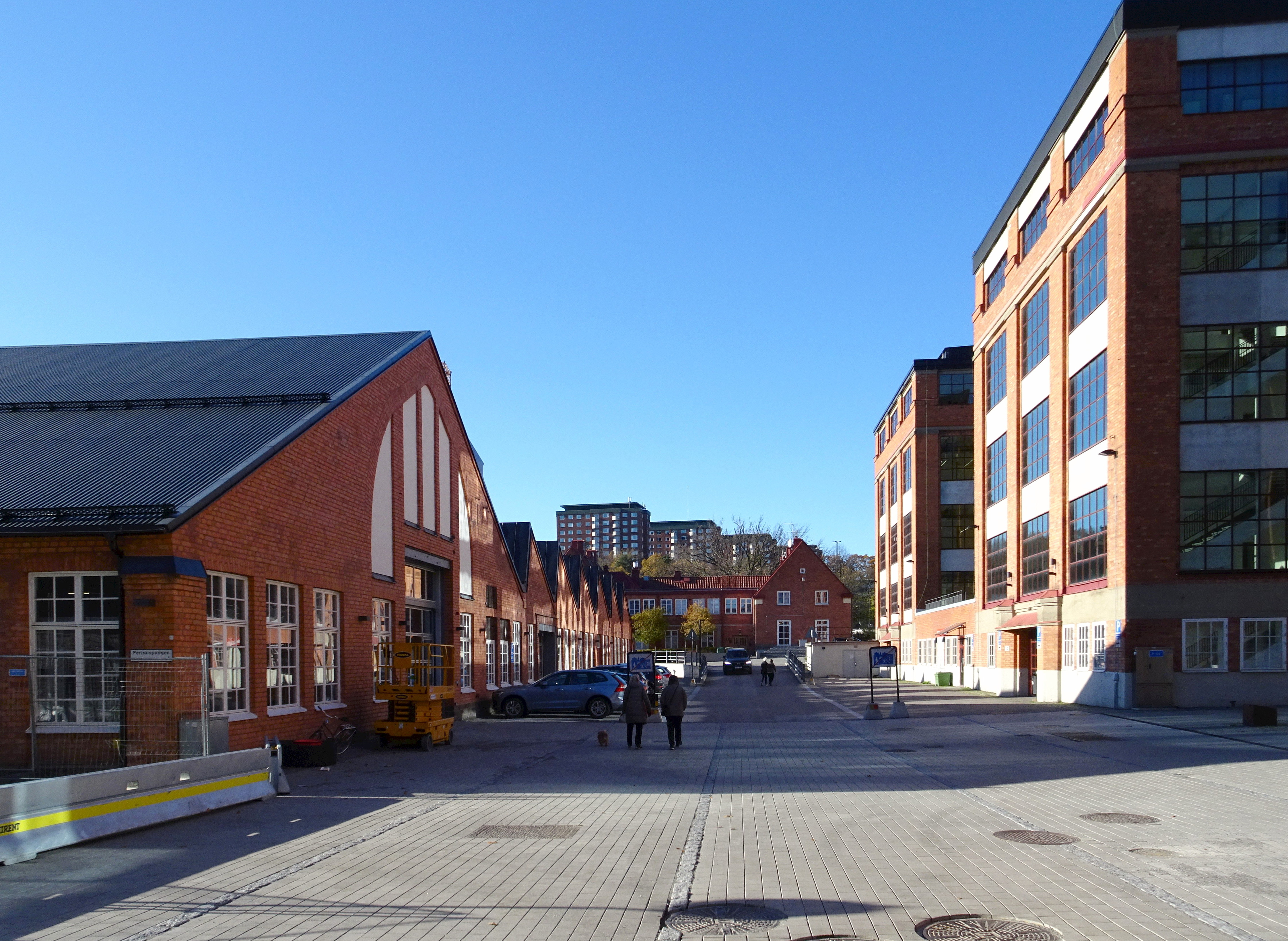
Ackumulatorvägen västerut.
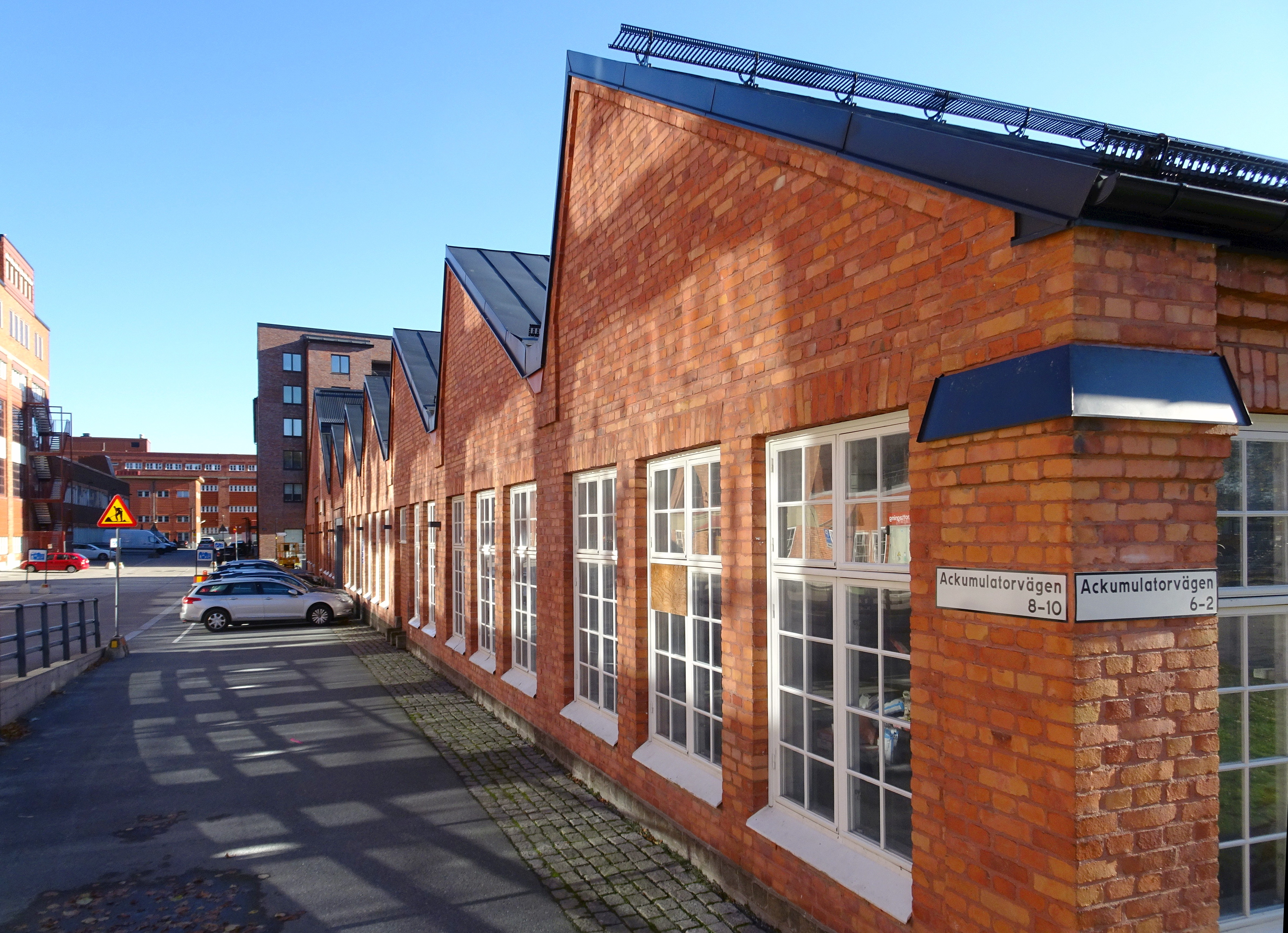
Ackumulatorvägen 6-10
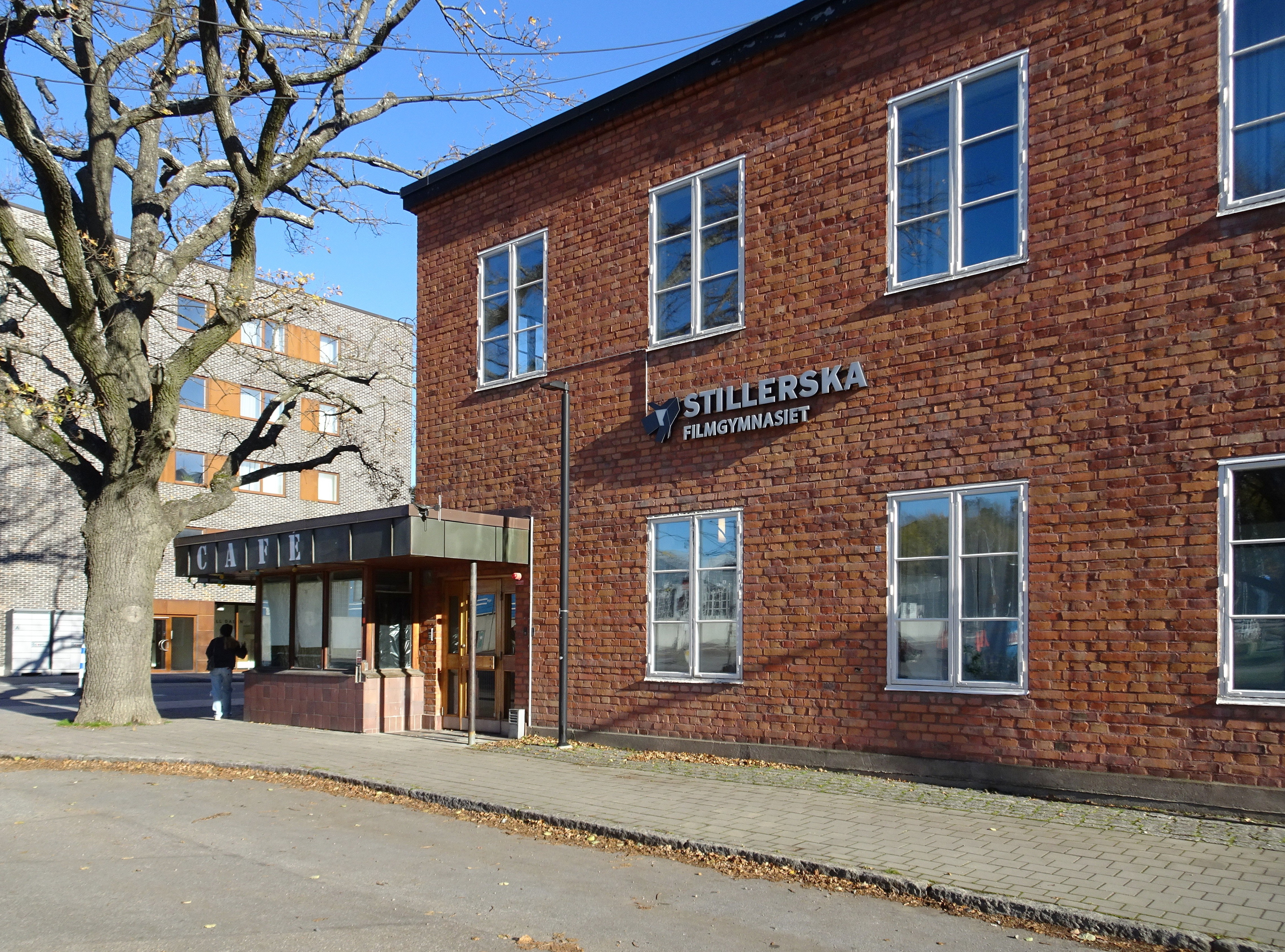
Agavägen 50-52 (Stillerska Filmgymnasiet)

Nyproducerade bostadshus
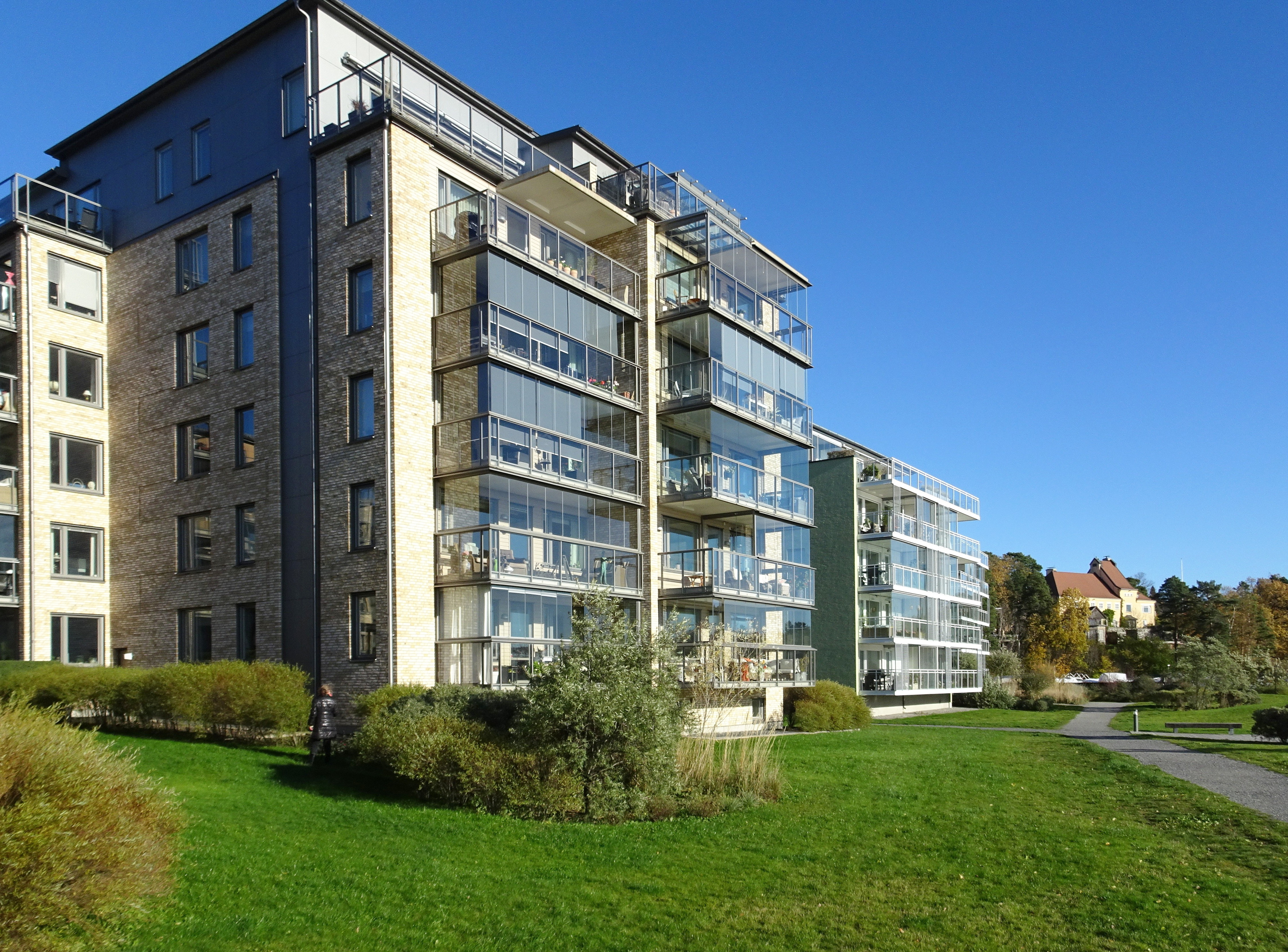
Kvarteret Geodimetern.
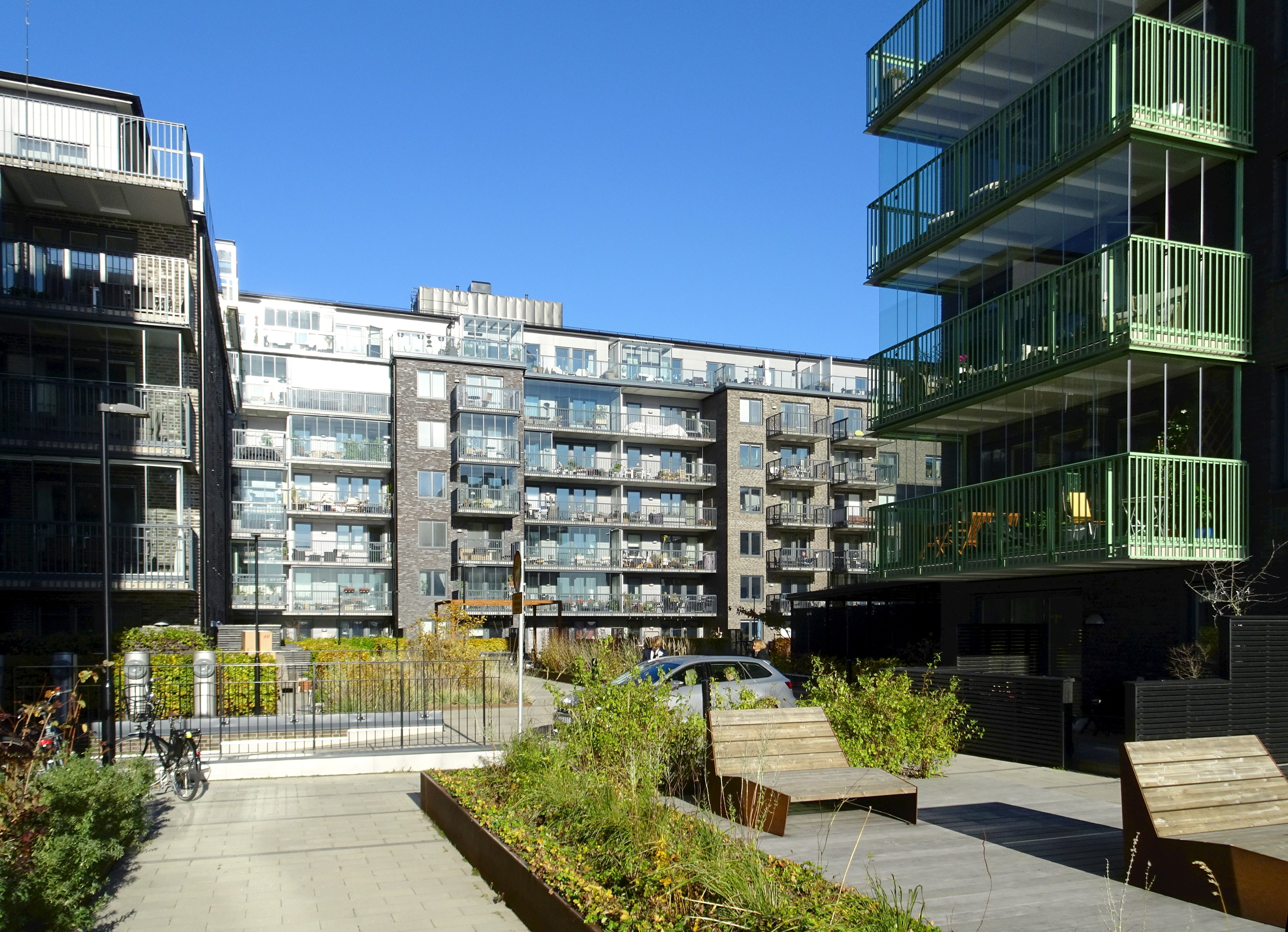
Kvarteret Solventilen.
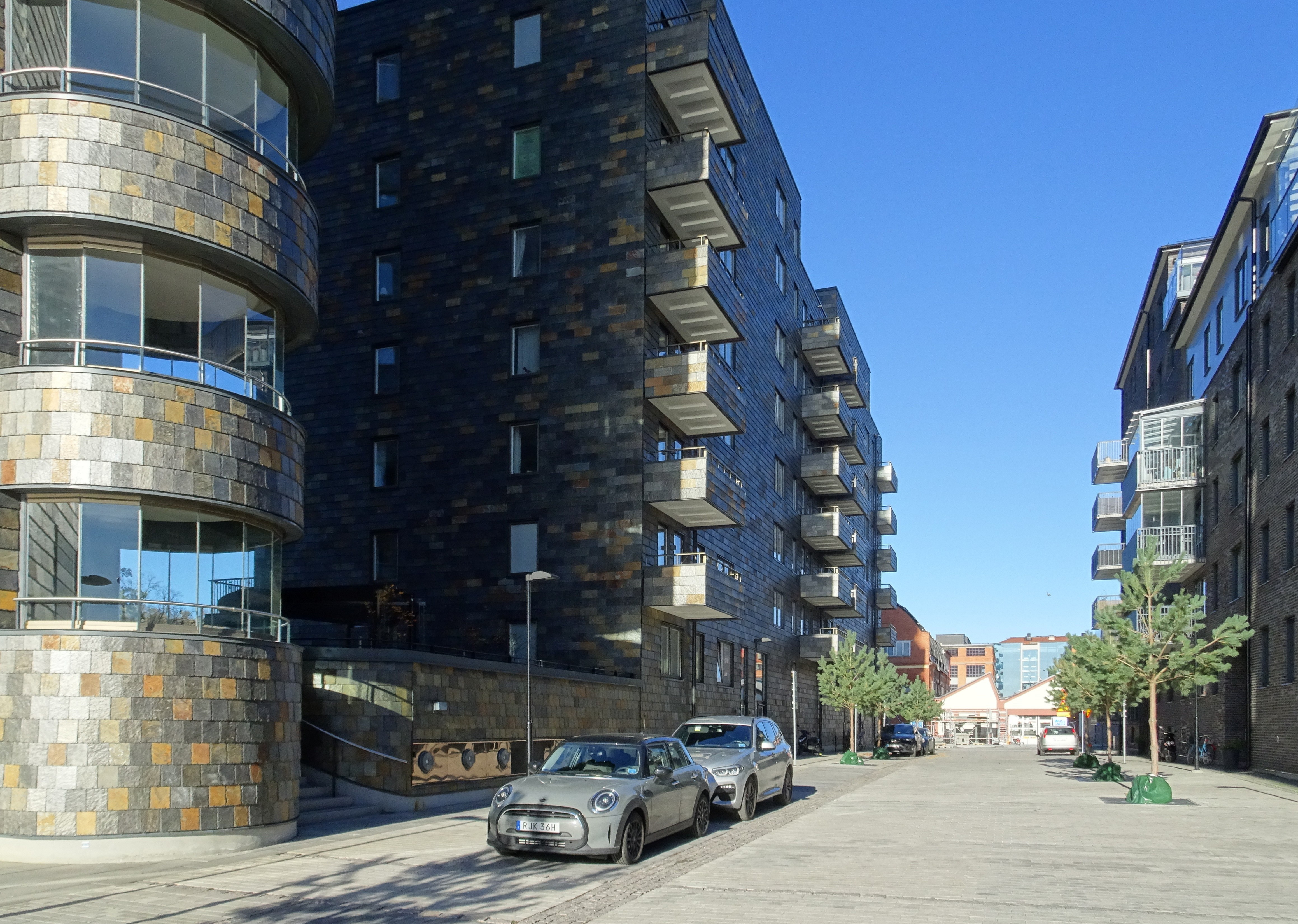
Prismastigen Fyrtornet Dalénum till vänster.
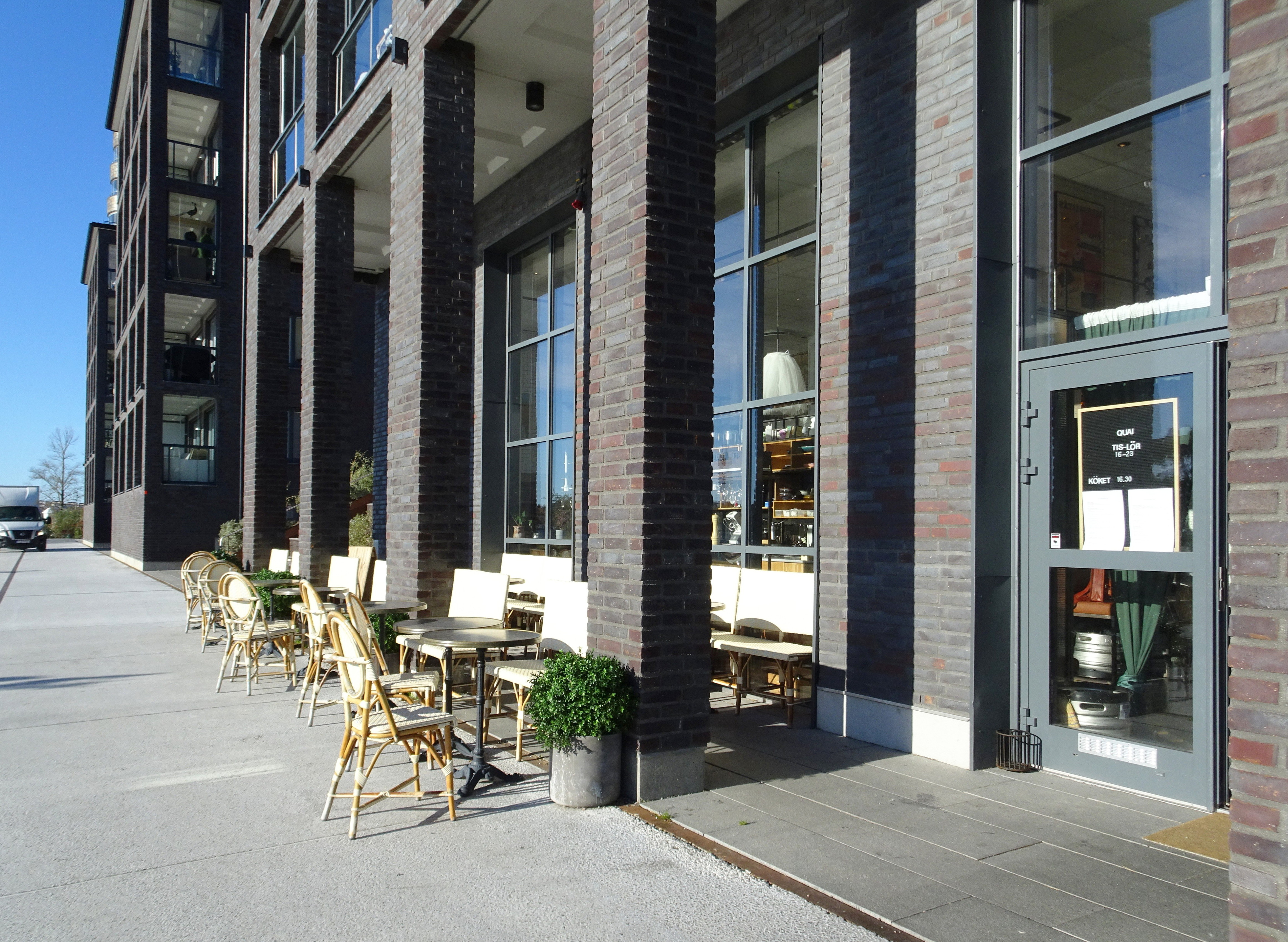
Kvarteret Geodimetern.

Park- och vattenområden
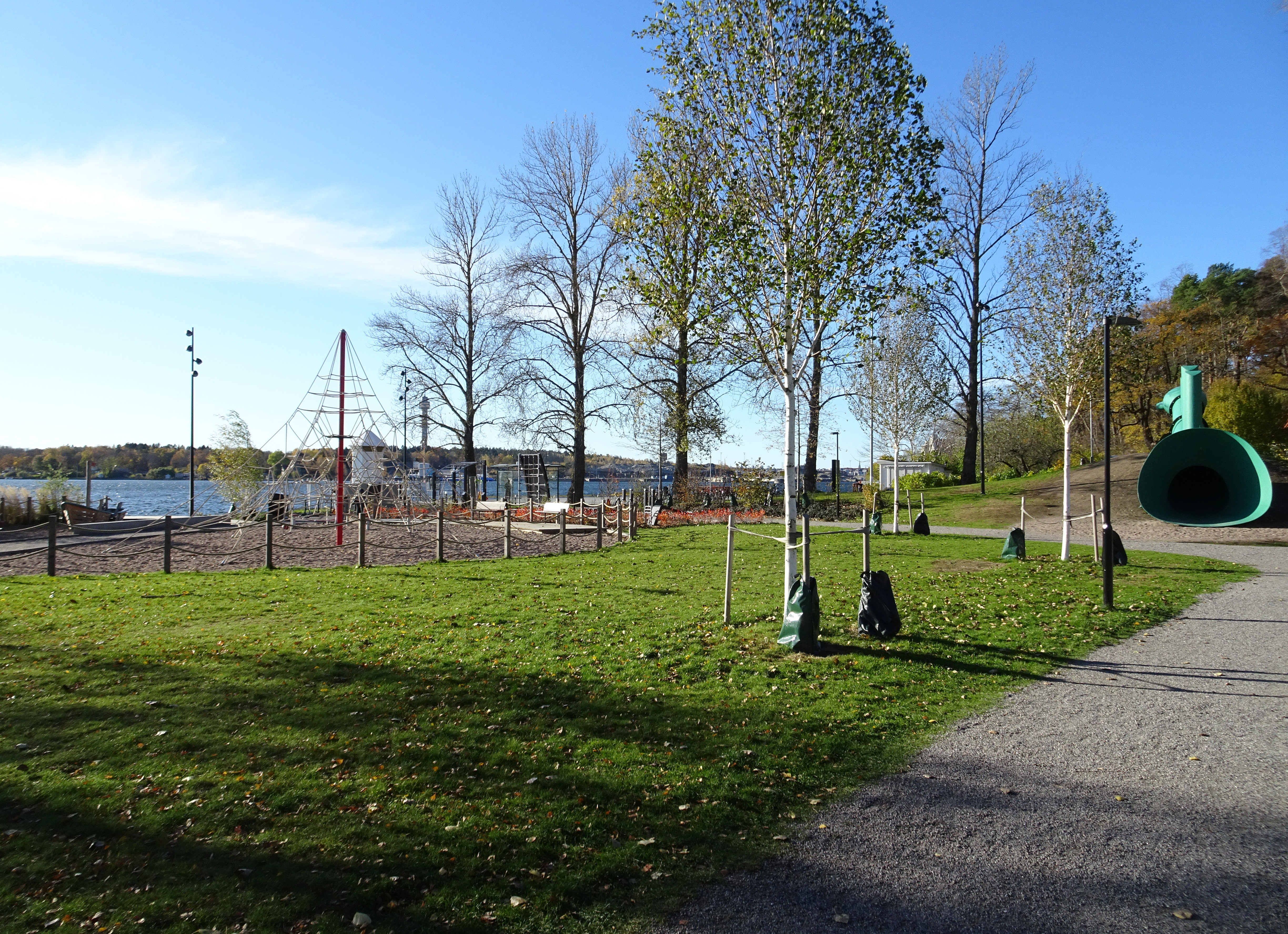
AGA-parken.
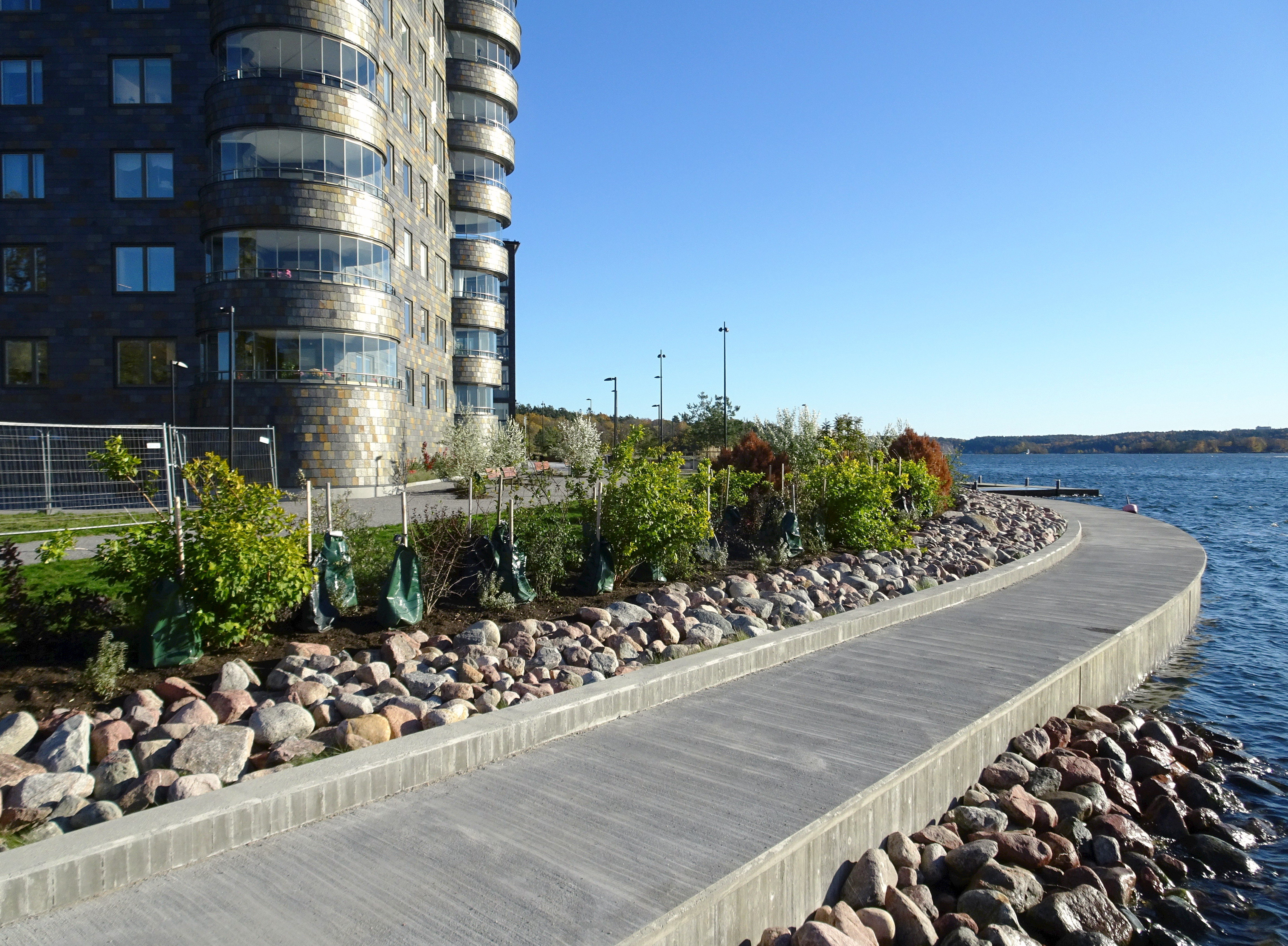
Strandpromenaden österut Fyrtornet Dalénum till vänster.
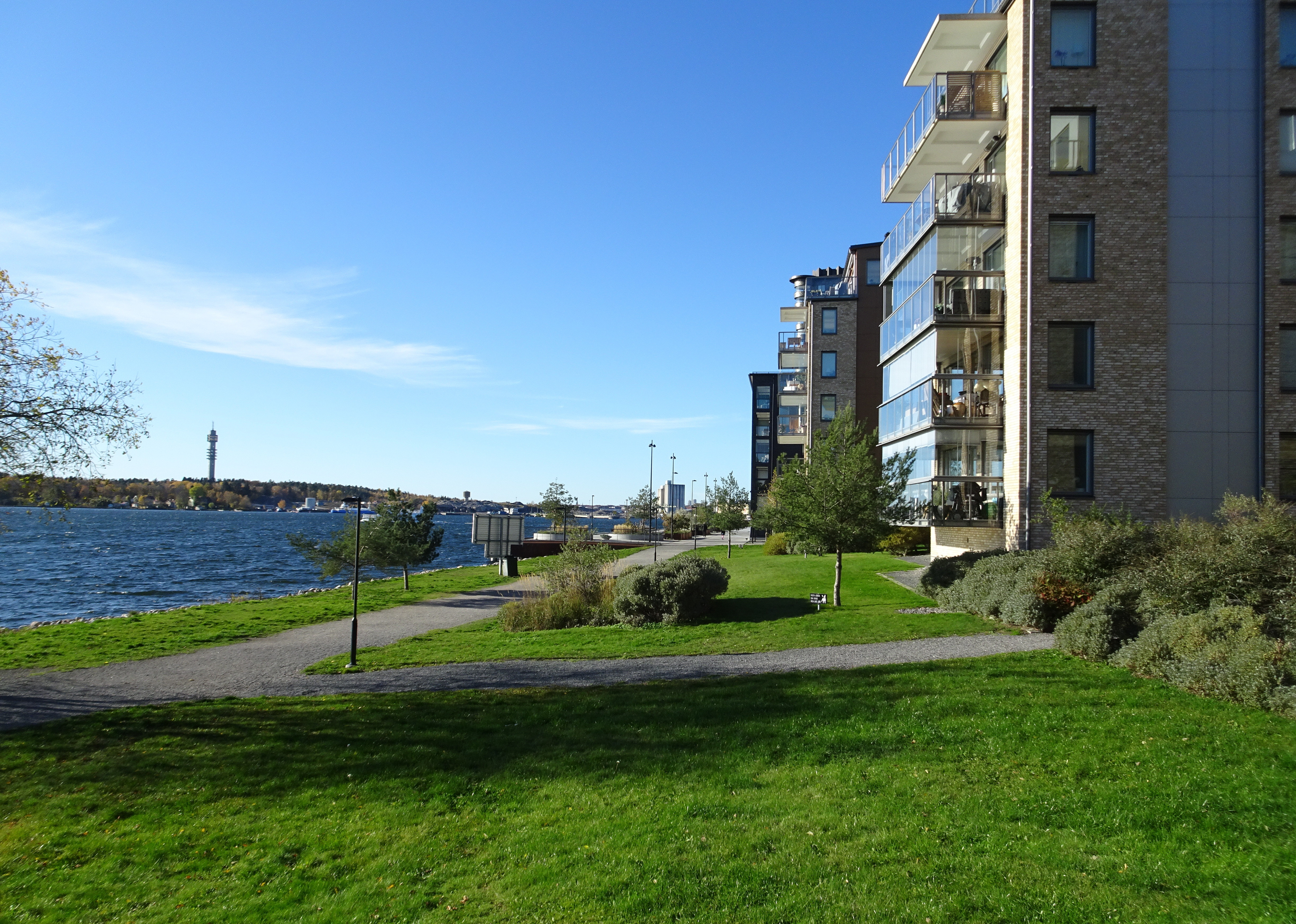
Strandpromenaden västerut.
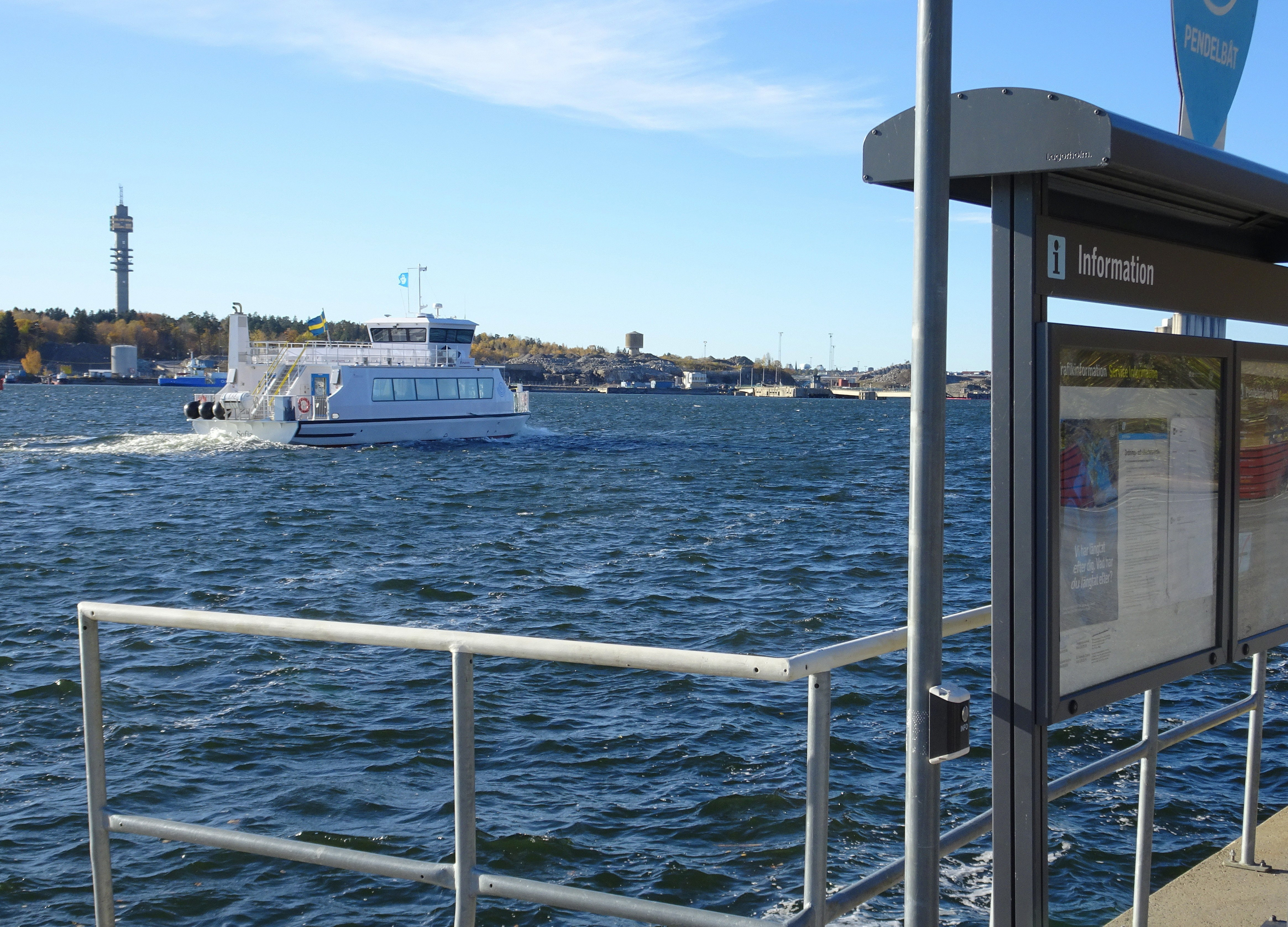
Larsbergs brygga (Sjövägens hållplats Dalénum).